# Turó de Tarau
El Turó de Tarau és una muntanya de 434 metres que es troba al municipi de Mataró, a la comarca del Maresme. Al cim podem trobar-hi un vèrtex geodèsic (referència 295117001).